# Dąbrowice
Dąbrowice é uma cidade localizada no centro da Polônia. Pertence à voivodia de Łódź, condado de Kutno. É a sede da comuna urbana-rural de Dąbrowice.
Dąbrowice recebeu o foral da cidade antes de 1455. Perdeu seus direitos de cidade em 31 de maio de 1870 e os recuperou em 1 de janeiro de 2023. Nos anos 1867–1954 e a partir de 1973, foi a sede da comuna de Dąbrowice, e nos anos 1954–1972 da gromada de Dąbrowice.
Estende-se por uma área de 18,5 km², com 947 habitantes, segundo o censo de 31 de dezembro de 2023, com uma densidade populacional de 51 hab./km².

## História
Historicamente, Dąbrowice fica na antiga Terra de Łęczyca.
No final do século XVI, como uma cidade real no distrito de Przemyśl, no condado de Łęczyca da voivodia de Łęczyca. A cidade privada da Polônia do Congresso foi fundada em 1827 no condado de Orłów, no distrito de Gostyń da voivodia da Mazóvia. Nos anos de 1954–1972, a aldeia pertenceu e foi a sede das autoridades da comuna de Dąbrowice. Nos anos 1975–1998, a cidade pertencia administrativamente à voivodia de Płock.
Em 1507, em Dąbrowice, foi criada uma paróquia católica de Santo Adalberto.

### Recuperação dos direitos de cidade (2023)

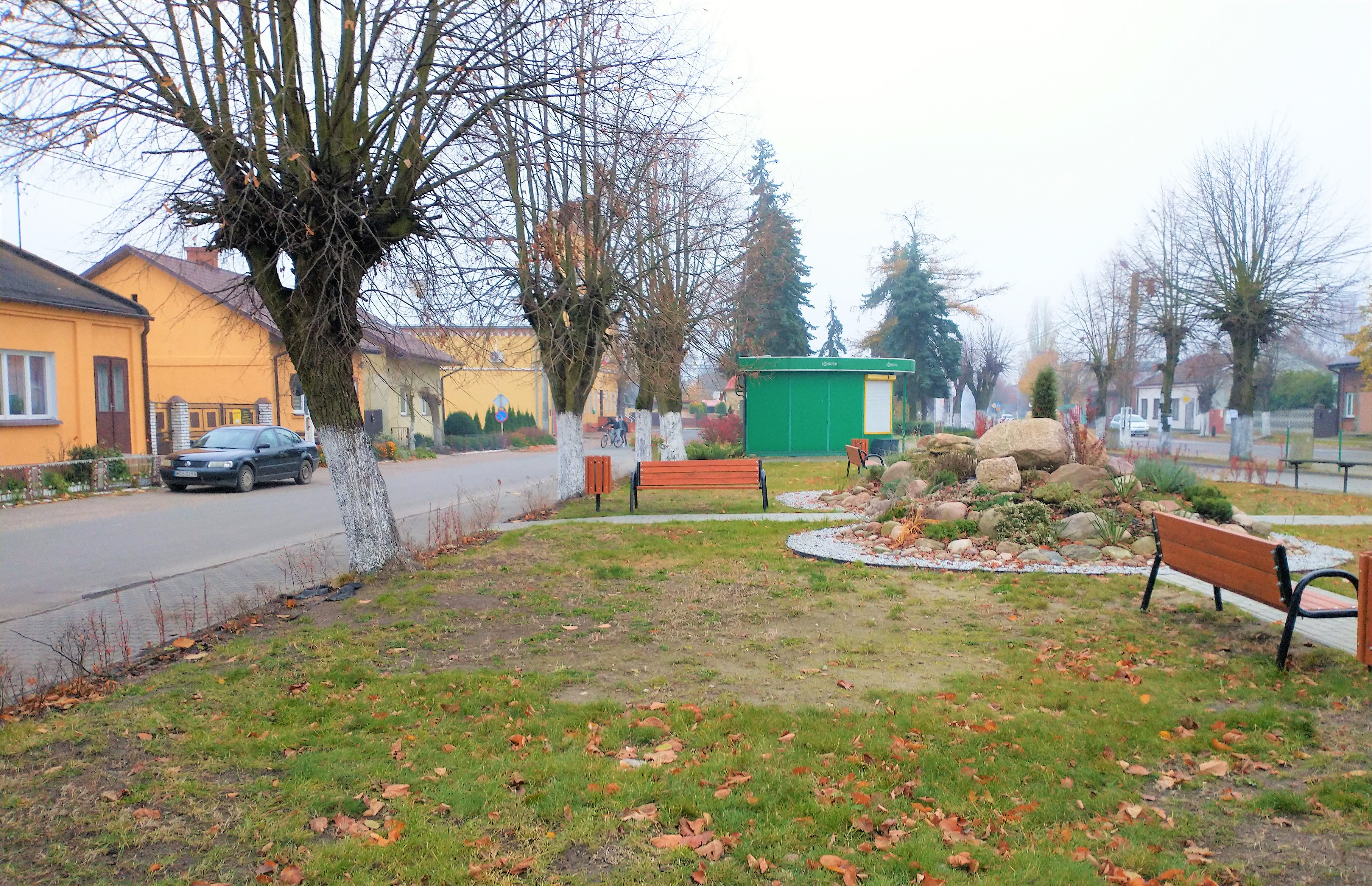
Praça principal em Dąbrowice

Em dezembro de 2021, o Conselho Comunal decidiu realizar consultas aos moradores sobre o pedido de restituição de Dąbrowice (670 habitantes) à condição de cidade, perdida pelo decreto do czar de 1869. As consultas duraram um mês, a partir de 20 de janeiro de 2022. Das 1 513 pessoas com direito a voto, 638 participaram das consultas em toda a comuna (a participação foi de 42,2%). Quinhentos e noventa votos foram expressos a favor da concessão do estatuto de cidade a Dąbrowice (92,5% dos votos válidos), 23 pessoas foram contra (3,6%) e o mesmo número de eleitores se absteve. Em Dąbrowice, 700 residentes tiveram direito a voto, dos quais 316 participaram nas consultas (participação de 45,15%). Foram 278 votos a favor da concessão do estatuto de cidade (88% dos votos válidos), 17 contra (5,4%) e 21 abstenções (6,6%). Em 28 de março de 2022, durante a sessão do Conselho Comunal em Dąbrowice, os vereadores aprovaram a resolução XL/226/2022 com 15 votos “a favor” para solicitar a concessão do estatuto de cidade a Dąbrowice. Em 1 de janeiro de 2023, o estatuto de cidade foi restaurado.

## Partes integrantes de Dąbrowice
| SIMC    | Nome         |
| ------- | ------------ |
| 0562896 | Cieleburzyna |
| 0562904 | Działy       |
| 0562910 | Dzięgost     |
| 0562927 | Majdany      |
| 0562933 | Piotrowo     |

Dąbrowice é dividida em três aldeias:
- Dąbrowice Pierwsze — cobre a área sul na bifurcação das ruas Kłodawska e Cmentarna, com Piotrowo;
- Dąbrowice Drugie — cobre o centro de Dąbrowice e a área noroeste no cruzamento das ruas Sławińskiego e Kłodawska em Cieleburzyna;
- Dąbrowice Trzecie — cobre a área nordeste na bifurcação das ruas Sławińskiego e Wodna, em Błonie, Działy, Dzięgost e Majdany.

## Demografia
Conforme os dados do Escritório Central de Estatística da Polônia (GUS) de 31 de dezembro de 2023, Dąbrowice é uma cidade muito pequena com uma população de 947 habitantes (990.º lugar na Polônia), tem uma área de 18,5 km² (336.º lugar na Polônia) e uma densidade populacional de 51 hab./km² (971.º lugar na Polônia). Entre 2002–2023, o número de habitantes diminuiu 9,5%.
Os habitantes de Dąbrowice constituem cerca de 0,04% da população da voivodia de Łódź.
| Descrição                         | Total      | Total    | Mulheres   | Mulheres | Homens     | Homens   |
| --------------------------------- | ---------- | -------- | ---------- | -------- | ---------- | -------- |
| unidade                           | habitantes | %        | habitantes | %        | habitantes | %        |
| população                         | 947        | 100      | 496        | 52,4     | 451        | 47,6     |
| área                              | 18,5 km²   | 18,5 km² | 18,5 km²   | 18,5 km² | 18,5 km²   | 18,5 km² |
| densidade populacional (hab./km²) | 51         | 51       | 26,72      | 26,72    | 24,28      | 24,28    |

## Monumentos históricos
Segundo o registro de monumentos do Instituto do Patrimônio Nacional, os seguintes objetos estão incluídos na lista de monumentos:
- Igreja paroquial dos Santos Adalberto e Estanislau, 1813;[23]
- Prefeitura;[24]
- Casa na praça principal 6, de madeira, primeira metade do século XIX;
- Sistema de transporte da ferrovia de bitola estreita − Krośniewicka Kolej Dojazdowa